# Scatrichus sulcifer
Scatrichus sulcifer là một loài bọ cánh cứng trong họ Bọ hung (Scarabaeidae).